# Ніязимбетов Адільбек Сабітович
Адільбек Сабітович Ніязимбетов  (каз. Әділбек Сәбитұлы Ниязымбетов, 19 травня 1989) — казахський боксер, призер Олімпійських ігор, чемпіонатів світу та Азії, чемпіон Азійських ігор та чемпіон Азії,

## Аматорська кар'єра
На чемпіонаті світу 2011 завоював срібну медаль.
- В 1/32 фіналу переміг Владимира Челеса (Молдова) — 16-11
- В 1/16 фіналу переміг Кім Хьон Гю (Південна Корея) — 14-9
- В 1/8 фіналу переміг Джейссона Монроя (Колумбія) — KO 2
- У чвертьфіналі переміг Менг Фанлонг (Китай) — AB 3
- У півфіналі переміг Елшода Расулова (Узбекистан) — 11-9
- У фіналі програв Хуліо Сезар Ла Крузу (Куба) — 13-17

На Олімпійських іграх 2012 завоював срібну медаль.
- В 1/8 фіналу переміг Карлоса Гонгору (Еквадор) — 13-5
- У чвертьфіналі переміг Ехсана Рузбахані (Іран) — 13-10
- У півфіналі переміг Олександра Гвоздика (Україна) — 13(+)-13
- У фіналі програв Єгору Мехонцеву (Росія) — 15-15(+)

2013 року завоював срібну медаль на чемпіонаті Азії, програвши у фіналі Ойбеку Мамазулунову (Узбекистан).
На чемпіонаті світу 2013 завоював срібну медаль.
- В 1/16 фіналу переміг Вілле Гукканена (Фінляндія) — 3-0
- В 1/8 фіналу переміг Арменда Ксоксай (Косово) — 3-0
- У чвертьфіналі переміг Суміта Сангвана (Індія) — 3-0
- У півфіналі переміг Ойбека Мамазулунова (Узбекистан) — 3-0
- У фіналі програв Хуліо Сезар Ла Крузу (Куба) — 1-2

2014 року Адільбек Ніязимбетов, здобувши чотири перемоги, у тому числі у фіналі над Кім Хьон Гю (Південна Корея), став чемпіоном Азійських ігор.
2015 року став чемпіоном Азії, а на чемпіонаті світу програв у другому бою Елшоду Расулову (Узбекистан).
На Олімпійських іграх 2016 завоював срібну медаль.
- В 1/8 фіналу переміг Михайла Долголевця (Білорусь) — 3-0
- У чвертьфіналі переміг Теймура Маммадова (Азербайджан) — 3-0
- У півфіналі переміг Джошуа Буатсі (Велика Британія) — 3-0
- У фіналі програв Хуліо Сезар Ла Крузу (Куба) — 0-3

### Виступи на Олімпіадах
| Олімпіада   | Вагова категорія | Місце |
| ----------- | ---------------- | ----- |
| Лондон 2012 | 81 кг            | 2     |
| Ріо 2016    | 81 кг            | 2     |